# Apotekerbevilling
Apotekerbevilling, for at kunne drive et apotek kræver det, at man har en bevilling.
En ledig apotekerbevilling bliver slået op af Lægemiddelstyrelsen, som også behandler ansøgningerne fra interesserede kandidater.
Lægemiddelstyrelsen anbefaler efterfølgende de bedst egnede kandidater til sundhedsministeren, som træffer det endelige valg af, hvem der skal have tildelt den ledige bevilling.